# 小久保利恵
小久保　利恵（こくぼ りえ、1984年9月16日 - ）は、元女優。2006年度ミス日本グランプリ受賞者。

## 来歴
神奈川県厚木市出身。厚木市立小鮎中学校、神奈川県立厚木高等学校、早稲田大学第二文学部社会人間系専修卒業。学位は、学士(文学)。
中学2年生の時、雑誌『SEVENTEEN』のモデルオーディションに応募。1年間STメイトとして活躍していた。
高校卒業後は1年間予備校に通う。
大学在学中の2005年にミス日本のコンテストに応募。関東大会の2日前まで、大学の授業で中国・広州へ行き、ハンセン病患者の社会復帰のためのボランティア活動を2週間していた。
同年12月には、8月に中国に一緒に行ったメンバーと共に台湾のハンセン病療養所にも行った。
2006年1月にミス日本グランプリを受賞。
社会福祉への貢献活動をするきっかけとして上記のボランティア活動の経験を挙げている。ハンセン病の偏見と差別が助長されるらい予防法という法律が廃止され、ハンセン病を広く社会に認知するための活動をしたいこと、1992年のミス日本グランプリを受賞した藤原紀香を目標としており、国際的に活躍できる女優と、WHOなどが世界各国で取り組むハンセン病制圧の広告塔として両方ゴールに定めたとインタビューで述べている。
大学卒業後はジャーナリストを志していたが、2007年～2008年にスターダストプロモーションに所属し女優活動を行なった。

## 人物
- 趣味：サックスの演奏[1][5]、韓国語[1]
- 特技：映画鑑賞[1]、ヨガ[1]、ネイルアート[1]

## エピソード
- 中学時代に専属モデルをこなす一方、サックス演奏の全国コンクールで金賞に輝いた[5]。
- 高校1年の時に大手術をして完治したと思われていた父のガンが再発し、最期の２カ月間をともに自宅で過ごすという経験をする[4][5]。闘病に立ち会った頃に「国賠訴訟勝訴」を伝えるニュース映像が何となく頭に残っていた程度のハンセン病問題が、「私とは無関係のことではないかも」と身近なものに変わっていったという[5]。
- ミス日本に応募したのは「自分を変えたい」という気持ちと共に、「有名になればハンセン病のことを世に広められる」という思いがあった[4]。
- 2006年の『第60回あつぎ鮎まつり』では、パレードで地元に凱旋している[7][8]。

## 出演

### 雑誌
- SEVENTEEN(1998年8月 - 1999年9月)[1]

### テレビ出演
- 猟奇的な彼女 (テレビドラマ)（2008年・TBS「日曜劇場」[1]。大学の夏目研究室所属の学生・嶋木優衣役）
- 怪談新耳袋スペシャル〜「ぶぅん」（2008年・BS-i。二ノ宮由香役）[1]

### CM
- コバックフランチャイズ「鈴木自工」[9]（スズキ株式会社とは別の会社）

ミス日本受賞時の2006年に千葉県を中心としたテレビCMモデルとして起用された。コバック本部（愛知県）は2005年限りで特別協賛から撤退するが、千葉県のフランチャイズである同社が「継続的に」協賛したことで起用されたものである
- 静岡銀行CMモデル（2007年）[1]
- 日本マクドナルド「コークグラスキャンペーン」（九州ローカル）（2007年）[1]